# Løbetræning
Løbetræning er en fysisk øvelse, der via løb forbedrer eller vedligeholder en udøvers kondition og effektivt forbrænder kalorier. Løbetræning er en af de mere almindelige motionsformer, og kan udøves både med og uden maskine.
Der findes diverse former for løbetræning, blandt andet:
- Lang-distanceløb
- Hækkeløb
- 400-meter, 800-meter, osv.
- Maraton og ultramaraton
- Tour de stade
- Intervaltræning
- M.fl.

Træningen kan også udføres på blandt andet løbebånd i motionscentre. Forbrænden måles på tid, distance, hastighed og om muligt modstand.
| Sport | Spire Denne artikel om sport er en spire som bør udbygges. Du er velkommen til at hjælpe Wikipedia ved at udvide den. |